# جوناثان كولمان (كاتب)
جوناثان كولمان (بالإنجليزية: Jonathan Coleman)‏ هو كاتب أمريكي، ولد في 1951 في ألينتاون في الولايات المتحدة.